# Стэнтон, Фрэнк
Фрэнк Стэнтон (англ. Frank Stanton) (20 марта 1908 года – 26 декабря 2006 года, Бостон) – глава радиовещательной компании CBS в течение 25 лет (с 1946 до 1971, затем до 1973 вице-президент), руководитель информационного ресурса CBS News. Основатель Фонда Стэнтона.
Стэнтон считается основоположником современной компании CBS, переведшим работу CBS на новый уровень, создав из неё узнаваемый бренд. В становлении CBS Стэнтону помогал его партнер — Уильям Пэйли (William S. Paley), который считался «душой» CBS.
Франк Стэнтон был одним из шести частных лиц, которым президент США Дуайт Эйзенхауэр предложил принять управление наиболее важными областями государства в случае вторжения СССР и уничтожения американских лидеров. Стэнтону было предложено в случае советской атаки взять на себя управление федеральной комиссией связи. В одном из интервью Стэнтон сообщил: «Я был потрясен и испуган важностью этого назначения. И, несмотря на испуг, все же согласился».
Кроме Стэнтона в «чрезвычайное» правительство входили следующие лица:
- профессор Harvard Business School Джордж (руководство транспортом),
- президент Owens-Corning Fiberglas Corp. Гаролд Бешенштайн (промышленность)
- президент Title Guaranty Co. Аксель Нилсен (проблемы жилья),
- вице-президент First National City Bank of New York Эд Уоренн (энергетическое снабжение)
- вице-президент CBS Теодор Куп (вопросы цензуры, необходимой в условиях чрезвычайной ситуации). Предполагалось, что в штате Купа должно было быть 40 сотрудников для слежения и контроля над информацией в условиях военного времени.